# Michael Whaley
Michael Whaley (* 1962 in Long Beach, Kalifornien) ist ein US-amerikanischer Schauspieler.

## Leben und Karriere
Michael Whaley stammt aus Long Beach und schloss 1980 die Highschool in Culver City ab. 1989 übernahm er bei einem Gastauftritt in der Serie College Fieber seine erste Schauspielrolle. Es folgten weitere Auftritte in Serien, etwa in Chicago Soul, I’ll Fly Away, Der Prinz von Bel-Air, Beverly Hills, 90210, Frasier, JAG – Im Auftrag der Ehre, CSI: Miami, Navy CIS, The Mentalist, American Horror Story oder Criminal Minds.
Von 1995 bis 1996 übernahm Whaley eine Nebenrolle als Dr. Wes Hayes in der Serie Ein Strauß Töchter. Die Rolle des Det. Nathan Brubaker in Profiler folgte. Neben seinen Gastauftritten ist Whaley auch regelmäßig in Filmen zu sehen, so etwa in Class Act, Separate Lives – Tödliches Doppelleben, Santa Clause 2 – Eine noch schönere Bescherung oder Fair Game.
Gelegentlich tritt er auch als Produzent und Regisseur von Independent- und Kurzfilmen in Erscheinung.

## Filmografie (Auswahl)
- 1989: College Fieber (A Different World, Fernsehserie, Episode 2x10)
- 1990: Hunter (Fernsehserie, Episode 6x20)
- 1990: Der Nachtfalke (Midnight Caller, Fernsehserie, 2 Episoden)
- 1991: Chicago Soul (Fernsehserie, Episode 1x13)
- 1991: L.A. Law – Staranwälte, Tricks, Prozesse (L.A. Law, Fernsehserie, Episode 6x06)
- 1991: Under Cover (Fernsehfilm)
- 1992: I’ll Fly Away (Fernsehserie, Episode 1x13)
- 1992: Class Act
- 1992: Grapevine (Fernsehserie, Episode 1x06)
- 1992: Der Prinz von Bel-Air (The Fresh Prince of Bel-Air, Fernsehserie, Episode 3x02)
- 1994: Living Single (Fernsehserie, Episode 2x11)
- 1995: Beverly Hills, 90210 (Fernsehserie, Episode 5x20)
- 1995: Separate Lives – Tödliches Doppelleben (Separate Lives)
- 1995–1996: Ein Strauß Töchter (Sisters, Fernsehserie, 2 Episoden)
- 1995–1996: Frasier (Fernsehserie, 2 Episoden)
- 1996–1997: Profiler (Fernsehserie, 22 Episoden)
- 1997: Party of Five (Fernsehserie, Episode 3x15)
- 1998: Rache nach Plan (Vengeance Unlimited, Fernsehserie, Episode 1x01)
- 1998: Emergency Room – Die Notaufnahme (ER, Fernsehserie, Episode 7x05)
- 1999: Sons of Thunder (Fernsehserie, Episode 1x03)
- 1999–2000: Allein gegen die Zukunft (Early Edition, Fernsehserie, 6 Episoden)
- 2000: Retiring Tatiana
- 2001: JAG – Im Auftrag der Ehre (JAG, Fernsehserie, 2 Episoden)
- 2002: Santa Clause 2 – Eine noch schönere Bescherung (The Santa Clause 2)
- 2002–2003: CSI: Miami (Fernsehserie, 7 Episoden)
- 2005: Fair Game
- 2005: Der Poseidon-Anschlag (The Poseidon Adventure, Fernsehfilm)
- 2007: Navy CIS (NCIS, Fernsehserie, Episode 4x15)
- 2007: Dr. House (House M.D., Fernsehserie, Episode 4x07)
- 2009: The Nation
- 2009: The Philanthropist (Fernsehserie, Episode 1x06)
- 2010: The Event (Fernsehserie, 2 Episoden)
- 2012: The Mentalist (Fernsehserie, Episode 5x10)
- 2016: American Horror Story (Fernsehserie, Episode 6x09)
- 2017: Criminal Minds (Fernsehserie, Episode 13x06)
- 2018: Scandal (Fernsehserie, Episode 7x18)
- 2019: 9-1-1 (Fernsehserie, 2 Episoden)
- 2020: Two Degrees (Fernsehserie, Episode 1x01)